# Береза (річка)
Береза — річка в Україні, у Борзнянському й Менському районах Чернігівської області. Ліва притока Десни (басейн Дніпра).

## Опис
Довжина річки 36 км., похил річки — 0,15 м/км. Площа басейну 450 км².

## Розташування
Бере початок у селі Ховмах. Тече переважно на північний захід. На північному заході від Воловиці впадає у річку Десну, ліву притоку Дніпра. 
Населені пункти вздовж берегової смуги: Березівка.